# Ознобишино (Владимирская область)
Озноби́шино — деревня в Малышевском сельском поселении Селивановского района Владимирской области России.

## География
Деревня находится в 50 км от районного центра Селивановского района, посёлка Красная Горбатка.
Расположена на равнине (как и вся Владимирская область). Недалеко от деревни протекает река Ушна.

## История

### Ознобишинское городище
В одном километре от села находится Ознобишинское городище. Расположено в лесу, на правом высоком берегу реки Ушны, в трёх километрах ниже ранее известного в этом районе городища у села Карпово. Ознобишинское городище было открыто в 1950 году группой студентов Ивановского государственного педагогического института: Н. Бариновой, Г. Ивановой, К. Катковым и Ю. Соколовым, при археологической разведке по реке Ушне. На основании общих результатов проведённых исследований Ознобишинское городище датируется периодом с конца II по V—VI века.
Более позднее Ознобишинское городище датируется VII—XI и XVII веками.
Городище располагалось в 6 км от старого сухопутного тракта Москва — Владимир — Муром — Нижний Новгород — Казань. Могло служить пристанищем для водного транспорта. Вследствие обмеления реки Ушны к XIV—XV векам, городище утратило роль сторожевого и обслуживающего судоходство пункта, и было заброшено. Население перебралось на левый пологий берег, заливаемый каждой весной на 50—100 м, и поселилось на небольшом возвышении, отстоящем на 400—500 м от берега. Основными занятиями жителей были охота, рыбная ловля и скотоводство. Изначально малое число дворов (2—5) постепенно к XVIII веку достигло 23.

### Дореволюционный период
На географических картах и планах Экономических примечаний к Генеральному межеванию 52-х губерний России (1765—1782) сельцо Ознобишино Судогодского уезда значится, как участок № 575; количество дворов — 23, число жителей — 108 человек (55 душ мужского пола и 53 души женского пола).
В XVIII веку сельцо Ознобишино состояло их двух частей: первая верхняя часть (23 двора) принадлежала дворянам — губернскому секретарю Андриану и поручику Александру Владимировичам Гофманам; вторая нижняя часть (без построек) принадлежала надворной советнице М. Ф. Шульгиной. В совладельцах сельца числились 8 человек: Гурий Петров сын и Григорий Алексеевич Дубенские, Иван Иванов сын Раговский, Анисья Фёдорова дочь Кравкова, Авдотья Иванова дочь Сенчерирова, Осип Сергеев и Александр Фёдоров Лукины и Алексей Борисов сын Борисов.
Географическое и социально-экономическое положение сельца описано кратко: «располагается на левом берегу реки Ушны с оврага безымянного, над травой — дом господский деревянный, земля илистая, хлеб и покосы — средственны, лес дровяной, крестьяне на оброке» (цитата по:).
Господский дом принадлежал Гофманам. На его месте сохранились заросли сирени. Смежности обеих частей Ознобишино представляли собой пустоши — отлогшие и полупустоши, образовавшиеся вследствие применения в XIV—XV веках архаичной огневой подсеки и лесных росчистей, а в XVIII веке — паровой системы земледелия в форме трёхполья, когда, по мере истощения — после 4—6 лет — пашни запускались под сенокос или под лес самосевом. Из 39 совладельцев смежностей пятеро являлись владельцами сельца Ознобишино. Оброчным крестьянам этой малочисленной деревни (23 двора, 108 жителей, включая около 60 детей) удавалось обслуживать большое число (около 45) владельцев.
До Революции Ознобишино находилось в составе Судогодского уезда. Население в 1859 году составляло 188 человек.
К 1898 году количество дворов составляло 34, число жителей достигло 154 человек, включая 90 детей.

### Советский и постсоветский периоды
К 1917—1923 годам наблюдался абсолютный максимум числа жителей за историю существования деревни: 214 человек, включая 150 детей (70 %). Уровень жизни крестьян в начале XX веке, так же, как в XVIII и XIX веках, был, в основном, средний или ниже среднего, зажиточных хозяев было мало (10 %).
Наблюдалась перенаселённость хозяйств, дальнейшее увеличение числа дворов было невозможным, так как с востока расширение было ограничено спуском к реке, с запада и севера — оврагом и лесом. В результате с 1923 по 1930 год произошло переселение из первой верхней части поселения на новое место — во вторую часть, отстоящую от первой на 500—700 м. Количество дворов на новом месте увеличилось с 32 до 45. Около 10 старых крепких или новых домов были перенесены со старого места на новое. Большинство домов на новом месте хозяева строили, живя на старом месте. Дома для многодетных и бедных семей возводились «помочью».
В 1933 году был «раскулачен» дом Гаврилы Яковлевича Шульгина. В доме было шестеро детей: пять сыновей и одна дочь. Жители деревни не считали эту семью кулаками.
В довоенный период 1937—1941 годов колхозное Ознобишино процветало. В деревне имелись: молочная ферма, конный двор с кузницей, мельница на реке Ушне, пасека, картофелехранилище, машинно-тракторная станция с заправочной и горюче-смазочными материалами. Во всех дворах был скот. Большое деревенское стадо существовало до 1980-х годов.
Во время Великой Отечественной войны погибло 29 жителей деревни. У жительницы деревни Натальи Мироновой не осталось никого — её муж Пётр погиб в 1939 году на Финской войне, три сына (Иван, Михаил, Николай) — в Великую Отечественную. В семьях Никитина и Козлова погибло по трое сыновей. Во время войны в одной из четырёх изб большого дома, где размещалась контора, была открыта четырёхклассная школа. В классе обучалось 40 детей. Учителя жили в другой половине здания. Школа просуществовала до 1970 года.
В 1959 году хрущёвские реформы сельского хозяйства сопровождались повсеместным слиянием малых сельских населённых пунктов («неперспективных деревень») в посёлки городского типа. Ознобишино планировалось ликвидировать: подобно Максимовке (12 дворов, в 4 км севернее Ознобишино) деревня должна была влиться в совхоз Шустово-Гонобилово. Это вызвало волну протеста жителей. А. М. Куликова (1929 года рождения) заявила, что никуда не уедет, даже если в деревне останется только один её дом. Жители единодушно поддержали её, и власти отступили. Деревня осталась в Малышевском колхозе «Имени 2-й пятилетки». В 1960 году колхоз был трансформирован в совхоз. В 1960 году в деревне были построены водонапорная башня и две колонки (раньше воду возили с реки Ушны, поскольку не было колодцев).
В 1960—1980-е годы Ознобишино подверглось миграционному процессу, вызванному поисками работы, желанием дать детям образование, в том числе и высшее, и иными семейными обстоятельствами.
В 1992 году совхоз прекратил своё существование. Благодаря ремиграции потомков (детей, внуков, правнуков) коренных жителей деревни и приобретению домов дачниками, Ознобишино сохранилось как населённый пункт, но, как элемент сельскохозяйственного производства, каким оно являлось до 1991 года, а также активный участник рыночных постсоветских преобразований, Ознобишино прекратило своё существование, превратившись преимущественно в дачное поселение деревенского типа.

## Демография
Социально-демографический «портрет» Ознобишино являлся типичным для большинства деревень Центральной России.
Статистика продаж домов в деревне с 1923 года свидетельствует, что в пределах деревни было совершено более 70 операций купли-продажи с участием владельцев 40 домов. Покупателям из других населённых пунктов было продано 5 домов: покупателям из Мурома — два дома, из других поселений Владимирской области — три дома.
В 2012 году в Ознобишино имелось 52 дома, 16 из них принадлежали местным жителям, остальными 36 домами владели дачники из Москвы, Мурома и Владимира. В деревне было зарегистрировано 18 человек, проживавших в 6 домах (проживали в течение всего года). В летний сезон общее число жителей достигало 180 человек, включая 80 детей.
| 1859 | 1905 | 1926 | 2002 | 2010 | 2021 |
| ---- | ---- | ---- | ---- | ---- | ---- |
| 188  | ↘129 | ↗205 | ↘15  | ↗19  | ↗21  |

## Культура
Исторически всё население деревни исповедовало православие. Престольными праздниками были Перенесение мощей Святителя Николая в Бари — 22 мая и День святителя Николая — 19 декабря. Похоронный и поминальный обряд проходил по определённому канону (в каждой соседней деревне иммелся свой престольный праздник, похоронный и поминальный обряд). В XX веке деревня Ознобишино была известна как лучшая в округе по музыке и пляскам, сюда сходились на танцы жители со всех окрестных деревень, люди шли пешком 5—12 км.
В деревне имеются созданные жителями Памятник жителям села, погибшим в Великой Отечественной войне, установленный в 2006 году, и Музей предметов деревенского быта.

## Галерея
- Дорога из деревни Карпово в Ознобишино
- Пруд
- Жилые дома
- Мемориал вечной памяти воинам деревни Ознобишино, павшим в Великую Отечественную войну